# Киву
Киву (на английски и на френски: Kivu) е едно от Големите африкански езера. Разположено е на границата между Демократична република Конго и Руанда, в Албертиновия рифт (западното разклонение на Източноафриканската рифтова система). Езерото се оттича чрез река Рузизи, която тече на юг към езерото Танганика. Открито е през май 1894 от германския изследовател на Африка Густав Адолф фон Гьотцен.

## География
Дължината на езерото е 89 km, а максималната му широчина – 50 km. Неправилната му форма прави точното измерване на площта му трудоемка задача. Направените оценки сочат, че общата му площ е около 2700 km2, което го нарежда на осмо място по големина в Африка. Повърхността на езерото се намира на 1460 m надморска височина. Максималната му дълбочина е 475 m, докато средната му дълбочина е 220 m. Това го прави деветото най-дълбоко езеро в света по средна дълбочина.
Езерото е разположено в рифтова долина, която бавно се разтегля, причинявайки вулканична активност в района. В самото езеро е разположен големия остров Иджуи, част от националния парк Вирунга. Сред населените места, разположени по брега му, са Букаву и Гома в Конго и Кибуе, Сиангугу и Гисени в Руанда.

### Химия
Има вероятност Киву да претърпи изригване на вредни газове на всеки 1000 години. Около него геолозите са намерили доказателства за масови локални измирания на всеки хиляда години, които вероятно са били причинени от обгазяване. Задействащият механизъм за изпускането на газ вероятно е вулканичната активност. Химичният състав на газа под езерото включва метан и въглероден диоксид, които се образуват вследствие взаимодействие на езерните води с вулкан. Количеството метан е около 65 km3, а количеството въглероден диоксид е около 256 km3. Нивото на pH на водата е около 8,6. Евентуалното изпускане на тези газове от езерото би застрашило живота на около 2 милиона души, живеещи около езерото.
Учените допускат, че достатъчно вулканично взаимодействие с водите на дъното на езерото би нагряло водата, което да накара метана да изригне експлозивно от водата и с това да се изпусне и въглеродния диоксид. Впоследствие въглеродният диоксид би задушил голям брой хора в басейна на езерото. При изригването съществува и вероятност да се образува локално цунами.
Големите запаси на метан под езерото са в процес на мащабно усвояване от британска компания. Очаква се до 2021 г. да започне произвеждането на енергия от метановите залежи.

## Флора и фауна
Разнообразието на рибни видове в Киву е относително малко, с 28 описани вида, от които четири са интродуцирани. Местни видове са нилска тилапия, Raiamas moorii, Barbus altianalis, Barbus apleurogramma, Barbus pellegrini, Enteromius kerstenii, Clarias gariepinus и 15 ендемични вида от рода Haplochromis. Интродуцираните видове са Oreochromis macrochir, Oreochromis leucostictus, Coptodon rendalli и Limnothrissa miodon.
Експлоатационният запас от Limnothrissa miodon в езерото е оценен на 2000 – 4000 тона годишно. Рибата е внесена в Киву през 1959 г. от белгиец.
Първото подробно изследване на фитопланктона в езерото е публикувано през 2006 г. Кремъчните водорасли са преобладаващата група организми в езерото, особено по време на сухи периоди.
В езерото се срещат четири вида сладководни раци, от които два са ендемични.